# Frederick Stephani
Frederick Stephani, de son vrai nom Friedrich Stephani, est un scénariste, un réalisateur et un producteur américain d'origine allemande né le 13 juin 1903 à Bonn (alors dans l'Empire allemand) et mort le 31 octobre 1962 à Los Angeles (Californie).

## Biographie
Friedrich "Fritz" Stephani grandit en Allemagne, notamment à Cologne. À 20 ans, il décide d'émigrer et embarque via Rotterdam pour New York. En 1926, il s'installe à Los Angeles et en 1933 fait une demande de naturalisation pour devenir citoyen américain, ce qui lui est accordé quelques années plus tard.

## Littérature
- 1934 : My Candle Burns (roman)

## Filmographie

### Comme scénariste
- 1934 : Fifteen Wives de Frank R. Strayer
- 1935 : Sa Majesté s'amuse (All the King's Horses), de Frank Tuttle
- 1936 : Flash Gordon de Frederick Stephani et Ray Taylor[1]
- 1936 : Séquestrée (en) de Harold Young
- 1937 : Une femme jalouse de George B. Seitz
- 1937 : On a volé cent mille dollars de Alfred L. Werker
- 1937 : L'Amour en première page de Tay Garnett
- 1939 : Mon mari conduit l'enquête (Mon mari conduit l'enquête) d'Edwin L. Marin
- 1943 : Rosie l'endiablée de Irving Cummings
- 1947 : C'est arrivé dans la Cinquième Avenue de Roy Del Ruth
- 1948 : Scandale en première page de Robert B. Sinclair
- 1948 : Sofia, ville de corruption (en) de John Reinhardt
- 1949 : Prison de la liberté de Willis Goldbeck
- 1951 : The Ford Theatre Hour (1 épisode)
- 1952 : Steve Randall (1 épisode)
- 1952-1954 : The Ford Television Theatre (3 épisodes)
- 1953 : Fort Alger de Lesley Selander
- 1954 : I Led 3 Lives (1 épisode)
- 1955 : Reluctant Bride (en) de Henry Cass
- 1955 : Passport to Danger (1 épisode)
- 1956 : Sneak Preview (1 épisode)
- 1957 : Lux Video Theatre (1 épisode)
- 1960 : Une nuit à Monte Carlo de Georg Jacoby

### Comme réalisateur
- 1936 : Flash Gordon de Frederick Stephani et Ray Taylor
- 1952 : Steve Randall (1 épisode)
- 1953-1954 : The Ford Television Theatre (4 épisodes)
- 1954 : General Electric Theater (1 épisode)
- 1954 : Passport to Danger (1 épisode)
- 1955 : Mon amie Flicka (3 épisodes)
- 1955 : Waterfront (4 épisodes)
- 1957 : The O. Henry Playhouse (1 épisode)
- 1957 : Schlitz Playhouse of Stars (1 épisode)
- 1959-1961 : The Deputy (2 épisodes)

### Comme producteur
- 1937 : Beg, Borrow or Steal (en) de Wilhelm Thiele
- 1938 : Règlement de comptes de Edward Buzzell
- 1938 : Love Is a Headache de Richard Thorpe
- 1939 : Mon mari court encore (Fast and Furious) de Busby Berkeley
- 1939 : Mon mari conduit l'enquête de Edwin L. Marin
- 1940 : Gallant Sons de George B. Seitz
- 1940 : Meurtre en plein ciel (en) de George B. Seitz
- 1940 : The Captain Is a Lady (en) de Robert B. Sinclair
- 1940 : Les Bateaux condamnés de Jacques Tourneur
- 1940 : And One Was Beautiful (en) de Robert B. Sinclair
- 1941 : Down in San Diego (en) de Robert B. Sinclair
- 1942 : Les Aventures de Tarzan à New York de Richard Thorpe
- 1942 : Born to Sing de Edward Ludwig
- 1945 : She Went to the Races de Willis Goldbeck
- 1949 : Prison de la liberté de Willis Goldbeck

## Nominations
- Oscars du cinéma 1948 : Oscar de la meilleure histoire originale pour C'est arrivé dans la Cinquième Avenue